# Acropora lamarcki
Acropora lamarcki е вид корал от семейство Acroporidae. Възникнали са преди около 0,0117 млн. години по времето на периода кватернер.

## Разпространение и местообитание
Видът е разпространен в Британска индоокеанска територия, Джибути, Египет, Еритрея, Йемен, Израел, Индия, Йордания, Кения, Коморски острови, Мавриций, Мадагаскар, Майот, Малдиви, Мозамбик, Реюнион, Саудитска Арабия, Сейшели, Сомалия, Судан, Танзания и Шри Ланка.
Среща се на дълбочина около 5 m.

## Описание
Популацията им е намаляваща.